# Horká částice

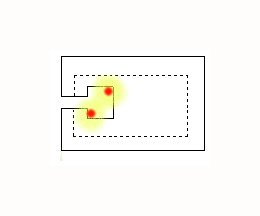
Radiace horkých částí zevnitř předmětu

Horká částice je mikroskopický kus radioaktivního materiálu, který se může usadit v živé tkáni a způsobit ozáření koncentrovanou dávkou v malém objemu tkáně. Obecně jsou při stejné dávce záření horké částice v organismu považovány za mnohem nebezpečnější než vnější zářiče, které dodávají stejnou dávku záření rozptýleným způsobem. Tento názor však není přijímán všeobecně.
Téma je především součástí debat o zdravotních účincích jaderných havárií, špinavých bomb nebo radioaktivního spadu z výbuchů jaderných zbraní, které mohou uvolňovat horké částice do prostředí. Účinky těchto vysoce radioaktivních částic na člověka nejsou dobře známy kvůli nedostatku spolehlivých údajů o rozsahu expozice. Model rizik vyplývajících z radiační expozice, který standardně používá Mezinárodní komise pro radiační ochranu (ICRP), je odvozen z dat, která pocházejí ze studií obětí vnějšího ozáření. Kritici však upozorňují, že tento přístup může podhodnocovat rizika horkých částic.

## Specifika
Horké částice obsažené v jaderném spadu unášeném na velké vzdálenosti mají velikost od 10 nanometrů do 20 mikrometrů, zatímco částice v místním spadu mohou být mnohem větší (100 mikrometrů až několik milimetrů). Horké částice mohou být identifikovány Geigerovým počítačem nebo autoradiografií, tj. přiložením rentgenového filmu. Jejich stáří a původ lze určit podle jejich izotopového podpisu.
Vzhledem k jejich malé velikosti mohou být horké částice spolknuty, vdechnuty nebo se mohou dostat do těla jiným způsobem. Buňky v jejich okolí pak jsou dlouhodobě bombardovány koncentrovanou dávkou záření. Stejná dávka záření z externího zdroje zasáhne celý organismus, takže relativní dávka na jednotlivé buňky je mnohem menší.

## Odhad zdravotního rizika
Vláda Spojeného království ustavila Výbor zkoumající radiační rizika vnitřních zářičů (CERRIE - Committee Examining Radiation Risks from Internal Emitters), který provedl v průběhu tří let nezávislý odborný přezkum zdravotních rizik vnitřních zářičů (tj. horkých částic). Výbor svá zjištění zveřejnil v roce 2003. Ve studii se nepodařilo dosáhnout konsenzu, ale většina členů výboru se přiklonila k názoru, že současný model rizik používaný ICRP adekvátně odhaduje riziko horkých částic, přestože je z velké části odvozen ze studií osob, které přežily vnější ozáření.
Podle výboru jsou případné rozdíly mezi vnitřními a vnějšími zdroji záření adekvátně zahrnuty ve stanovených parametrech ve fyziologických modelech (relativní biologická účinnost, kinetické faktory); tj. že vnitřní záření se nezdá být podstatně nebezpečnější než stejné množství externě dodávaného záření. Zaznamenali však značné úrovně nejistoty ohledně odhadů dávek pro vnitřní zářiče, zejména pokud jde o méně běžné radionuklidy, jako je 239Pu a 241Am, ale i pro mnohem běžnější, jako je 90Sr.
Dva z dvanácti členů nesouhlasili s celkovými závěry, zejména Christopher Busby, který obhajuje kontroverzní fyzikálně-biologické mechanismy, které nazývá "teorie druhé události" a "teorie fotoelektrického efektu", u kterých se domnívá, že požité částice by mohly značně zvyšovat rizika.
Jiná studie do značné míry potvrzuje zjištění CERRIE, i když zdůrazňuje nedostatek užitečných údajů, značné nejistoty ohledně přesnosti a existence důkazů pro alespoň nějaké minimální „zvýšené buněčné mutace po vystavení záření z horkých částic“.
Podle další studie nelze expozici tkání „horkým částicím“ realisticky modelovat pomocí zavedených dávkových konceptů, protože kumulativní radiační expozice se pohybuje mezi několika MSv v těsné blízkosti částice a téměř nulovou pro zbývající tkáň. Extrémně nehomogenní expozice však znamená, že je zasažena pouze malá část tkáně a vysoce ozářená mikroskopická oblast tkáně v bezprostřední blízkosti částice odumírá. V důsledku toho se velká část dávky ukládá do odumírajících buněk, které již nemohou zmutovat a jsou tedy biologicky neúčinné. Biologická účinnost horkých částic je proto pravděpodobně nižší než u vnějšího ozáření.

## Původ částic
Horké částice uvolněné do životního prostředí mohou pocházet z běžného provozu jaderných reaktorů, z jaderných havárií nebo z jaderných výbuchů. Významným zdrojem horkých částic byly obě největší havárie jaderných elektráren. Jak havárie v Černobylu, kde došlo k proražení jádra reaktoru, tak havárie ve Fukušimě. Zdrojem mohou být i neudržované nebo divoké skládky jaderného odpadu. Horké částice jsou také součástí černého deště a dalšího jaderného spadu z výbuchů jaderných zbraní, včetně více než 2000 testů jaderných zbraní v polovině 20. století. Další možností vzniku horkých částic je indukovaná radioaktivita působením neutronového záření z jaderného výbuchu.
Jaderné testy za studené války zahrnovaly i zkoušky, při kterých byl štěpný materiál rozptýlen, ať už v podobě plutoniových par, plutoniových aerosolů různých velikostí, částic oxidu plutonia nebo dalších částic potažených plutoniem, případně i větších kusů konstrukčních materiálů kontaminovaných plutoniem.
Dalším zdrojem mohou být nehody satelitů a dalších zařízení. Havárie družice Kosmos 954 uvolnila horké částice z její palubní jaderné elektrárny BES-5.
Dalším potenciálním zdrojem jsou nehody při přepravě jaderných zbraní nebo jaderného odpadu. V oblasti severozápadního grónského města Qaanaaq (dříve Thule) se zřítil bombardér Boeing B-52 Stratofortress s jadernými zbraněmi, které sice nevybuchly, ale byly nárazem poškozeny a uvolněný radoioaktivní materiál byl následujícím požárem roznesen do okolí.
Při výrobě nebo přepracování jaderného paliva mohou vznikat tzv. palivové blechy, které lze nalézt v některých zařízeních zpracovávajících vyhořelé jaderné palivo.